# ヤマハ音楽能力検定
ヤマハ音楽能力検定（ヤマハおんがくのうりょくけんてい）、通称ヤマハグレードとは、音楽の総合力や指導力を評価する検定制度であり、ヤマハ音楽振興会の「ヤマハ音楽教育システム」の主軸に位置付けられる。音楽基礎グレードはヤマハ音楽教室幼児科在籍生のみを、以後の全13級のうち13級から6級までは（在籍生以外も含めた）学習者、5級から3級までは指導者、2級・1級は演奏家を対象としている。
ヤマハ株式会社により運営されているヤマハ音楽教室の在籍生を主な対象としたこの検定制度は1967年に制定され、受験者数は延べ1000万人を超え、日本国内だけでなく30を超える国と地域で実施されている。
級(グレード)は13級から1級まであるが、単純な一本道ではなく、ピアノ・エレクトーンの演奏グレードと、ギター・管楽器・ドラムの演奏グレード、5級以降に受ける事が出来る指導グレードの複数で構成されている。
主に、6級以下は学習者のためのグレードとし、低学年の学生や趣味でレッスンを受ける人間が対象とされている。
ヤマハ音楽教室では、学習の成果の段階的確認と、直近の目標として利用されている。
指導グレードは、指導者を目指す人だけでなく、現在教えている人、ショップのデモンストレーター等の指導能力の検定。
1級は2019年現在、試験を設けていない。

## 検定級
ほとんどの検定級では受験資格が年齢・学歴・国籍に関係なく制限なしとなっているが、一部の級では受験資格がある。受験資格がある級は、それぞれの節に受験資格を記載している。

### 1級
2013年現在実施されておらず、受験内容も公表されていない。

### 2級
主な対象:演奏家や演奏家を目指している者

#### ピアノ演奏グレード
受験資格:ピアノ演奏グレード3級を取得しているか、同程度の音楽力があること
- 自由曲5曲と自作曲1曲の楽曲演奏
  - 自由曲5曲のうち4曲は、決められた時代・作曲者から1曲ずつを選択。残りの1曲は自由選択。
  - 休憩時間3分間を入れて、40分以内におさまるようにする。
- 即興演奏

#### エレクトーン演奏グレード
受験資格:エレクトーン演奏グレード3級を取得していること
- 自作曲を1曲以上入れた、6曲の楽曲演奏
  - 休憩時間3分間とレジスト操作を入れて、40分以内におさまるようにする。（時間超過は減点の対象）
- 即興演奏

### 3級-5級
主な対象:音楽の指導者･専門家やそれらを目指している者
プロとしての専門的な音楽知識や能力が問われ、通常ヤマハ音楽教室の講師はこのグレードを取得していることが一般的である。

#### ピアノ演奏グレード
- 即興演奏
  - 課題は変奏とモチーフの２つ
- 初見演奏
- 楽曲演奏
  - いずれの級でも演奏する曲目は当日試験官に指示される。
    - 3級では、課題曲1曲、自由曲4曲、自作曲1曲の計6曲を選択する。
    - 4級・5級では、課題曲1曲、自由曲3曲の計4曲を選択する。

#### エレクトーン演奏グレード
- 即興演奏
  - 課題は編曲演奏とモチーフの２つ
- 初見演奏
- 楽曲演奏
  - いずれの級でも演奏する曲目は当日試験官に指示される。
  - いずれの級でも自由曲の中にポピュラー編曲楽曲を1曲含む必要がある。
    - 3級では、課題曲1曲、自由曲4曲、自作曲1曲の計6曲を選択する。
    - 4級・5級では、課題曲1曲、自由曲3曲の計4曲を選択する。

#### 指導グレード
- 実技試験
  - ソルフェージュとして、メロディー視唱とひきうたいを行う。
  - 鍵盤実技として、伴奏づけと移調奏を行う。
- 筆記試験
  - 3級では、混声合唱編作とコード進行法についての筆記問題
  - 4級では、楽典、和声法とコード進行法についての筆記問題
  - 5級では、楽典とコード進行法についての筆記問題

#### 管楽器演奏グレード
- 初見演奏
- 楽曲演奏
  - いずれの級でも、受験者がピアノでの伴奏者を用意する。
    - 3級では、課題曲3曲、自由曲3曲の計6曲を選択する。
    - 4級では、課題曲2曲、自由曲3曲の計5曲を選択する。
    - 5級では、課題曲2曲、自由曲2曲の計4曲を選択する。

#### クラシック・ギター演奏グレード
- 楽曲演奏
  - 3級では、課題曲3曲、自由曲5曲の計8曲を選択する。
  - 4級では、課題曲3曲、自由曲4曲の計7曲を選択する。
  - 5級では、課題曲3曲、自由曲3曲の計6曲を選択する。
- 初見演奏
  - ソロ演奏と、試験官とのアンサンブル演奏を行う。
- 編曲演奏

### 6級-10級
主な対象:音楽を学んでいる者、趣味で楽しんでいる者
一般の楽器学習者も受験できるが、ヤマハ音楽教室の在籍生が受験することが多い。

#### ピアノ演奏グレード
演奏を中心としたAコースとソルフェージュ力など幅広い内容のBコースがあり、どちらかを選択して受験する。
Aコースでは自由曲・課題曲の演奏と初見演奏を行う。
Bコースでは自由曲・課題曲の演奏と初見演奏、聴奏、8級から10級では伴奏付け、7級と6級では即興演奏を行う。

#### エレクトーン演奏グレード
演奏を中心としたAコースとソルフェージュ力など幅広い内容のBコースがあり、どちらかを選択して受験する。
Aコースでは自由曲・課題曲の演奏と編曲演奏を行う。
Bコースでは自由曲の演奏と初見演奏、聴奏、8級から10級では伴奏付け、7級と6級では即興演奏を行う。

#### 管楽器演奏グレード
- スケール課題
- 初見演奏課題
- 課題曲
  - 6級から9級では指定された3曲の中から、試験官に指示された1曲以上を演奏する。
  - 10級では、受験者が選択した1曲を演奏する。
- 自由曲
  - いずれの級でも演奏する1曲以上の曲目は当日試験官に指示される。
    - 6級・7級では5曲を選択する。
    - 8級・9級では3曲を選択する。
    - 10級では2曲を選択する。

#### クラシック・ギター演奏グレード
- 課題曲
  - 指定された曲の中から1曲か2曲を、ソロ演奏か試験官とのアンサンブルで演奏する。
- 自由曲
  - いずれの級でも演奏する1曲以上の曲目は当日試験官に指示される。
    - 6級から8級では3曲を選択する。
    - 9級・10級では2曲を選択する。
- 初見演奏
- 伴奏づけ

#### ドラム演奏グレード
- 課題演奏
  - スティック・コントロール
  - リズムパターンとフィル・インの演奏
- 初見課題演奏
- 自由曲演奏
  - いずれの級でも演奏する1曲以上の曲目は当日試験官に指示される。
    - 6級では5曲を選択する。
    - 7級では4曲を選択する。
    - 8級では3曲を選択する。
    - 9級・10級では2曲を選択する。

### 11級-13級
主な対象:鍵盤初期学習者
ヤマハ音楽振興会が認定した試験官が実施するもので、ヤマハ音楽教室に在籍していなくてもレッスン指導者が試験官に認定されていれば試験を受けられる。
なお受験内容は一般公表されていない。

### 音楽基礎グレード
対象:ヤマハ音楽教室幼児科在籍生

## 主な資格取得者
- 久保田優（タレント）
- 夏美れい（モデル・女優）
- 西村由紀江（ピアニスト）
- 福井仁美（モデル・タレント）
- 向谷実（ミュージシャン）
- 森崎友紀（タレント）